# Karamay
Karamay (forenklet kinesisk: 克拉玛依; traditionel kinesisk: 克拉瑪依; pinyin: Kèlāmǎyī; Wade-Giles: Kō-lā-mǎ-ī; uighurisk: قاراماي; uigur-latin: Qaramay) er et bypræfektur i Xinjiang i Folkerepublikken Kina. Karamay har et areal på 7.734 km² og ca. 270.000 indbyggere med en tæthed på 35 indb./km² (2007); 76,6% er hankinesere, 14,7% uighurer og 8,7% andre. Præfekturet strækker sig 110 km fra øst til vest, og er 240 km hvor der er længst fra nord til syd.

## Trafik
Kinas rigsvej 217 løber gennem området. Den begynder i Altay og ender i Kuqa, begge i Xinjiang. 

## Administrative enheder
Bypræfekturet Karamay har jurisdiktion over 4 distrikter (区 qū).
| Kort              | #          | Navn       | Hanzi         | Pinyin            | Uighurisk (kona yezik̡) | Uighur-latin (yengi yezik̡) | Befolkning (2003 est.) | Areal (km²) | Indb./km² |
| ----------------- | ---------- | ---------- | ------------- | ----------------- | ---------------------- | -------------------------- | ---------------------- | ----------- | --------- |
| Kort over Karamay |            |            |               |                   |                        |                            |                        |             |           |
| 1                 | Karamay    | 克拉玛依区 | Kèlāmǎyī Qū   | قاراماي رايونى    | Qaramay Rayoni         | 150.000                    | 3.833                  | 39          |           |
| 2                 | Dushanzi   | 独山子区   | Dúshānzǐ Qū   | مايتاغ رايونى     | Maytagh Rayoni         | 50.000                     | 400                    | 125         |           |
| 3                 | Baijiantan | 白碱滩区   | Báijiǎntān Qū | جەرەنبۇلاق رايونى | Jerenbulaq Rayoni      | 50.000                     | 1.272                  | 39          |           |
| 4                 | Urho       | 乌尔禾区   | Wū'ěrhé Qū    | ئورقۇ رايونى      | Orqu Rayoni            | 10.000                     | 2.229                  | 4           |           |

45°36′N 84°53′Ø / 45.600°N 84.883°Ø